# Vocals (Chor)
Vocals ist ein Studiochor aus prominenten Sängerinnen und Sängern der christlichen Popmusikszene unter der Leitung von Jochen Rieger.

## Geschichte
Damals als leitender Musikproduzent im Verlag Schulte & Gerth, lud Jochen Rieger für sein 1994 erschienenes Gospelprojekt Day By Day – White Gospel erstmals eine Gruppe christlicher Popmusiker wie Gloria Gabriel, Thea Eichholz, Bernd-Martin Müller, Eberhard Rink und andere in die Formation Vocals ein. Neben weiteren Gospel-Projekten folgten zahlreiche weitere Konzepte um Tributalben an israelische Folklore sowie praxisorientierte Modelle zur Animation zum Musizieren in Kirchen und Gemeinden und Weihnachtsalben. 2003 erschien mit dem Album Das Vaterunser in zwölf Liedern ein erfolgreiches meditatives Konzept aus Instrumentalmusik und Popsongs um das prominente Gebet. Zuletzt wirkte Vocals bei den Produktionen Heilig und Würdig um Anbetungslieder aus unterschiedlichen Jahrhunderten geistlicher Musik.

## Mitglieder von Vocals
Folgende Popmusiker waren bislang Mitsänger der Vocals.
| - Beate Ling - Anne Strauch - Carola Rink - Sarah Kaiser - Michael Janz - Helmut Jost | - Tina Pantli - Anja Lehmann - Elke Reichert - Sabine Jost - Gene Hendricks - Kathrin Giese | - Frieder Jost - Claudia Klappstein - Michael Knöppel - Mc Lauren Foster - Fabian Vogt - Silvie Lehmann | - Ingo Beckmann - Eberhard Rink - Bernd-Martin Müller - Thea Eichholz - Kathi Arndt | - Gloria Gabriel - Anja Mohr - Debby van Dooren - Ruthild Wilson - Eva-Marie Strack |

## Diskografie
- Day By Day. White Gospel. (Schulte & Gerth, 1994)
- Hava Nagila. Populäre Jerusalem-Lieder. (Schulte & Gerth, 1995)
- Freue dich, Israel. Neue Lieder zum Jubeljahr. (Schulte & Gerth, 1997)
- Neue Perspektiven. Neue Lieder für Jugend- und Gemeindechöre. (Schulte & Gerth, 1999)
- Bei dir ist die Quelle. Lieder für Worshipteams und Chöre. (Schulte & Gerth, 2001)
- Gott sorgt für uns. Lieder für Worshipteams und Chöre. (Schulte & Gerth, 2002)
- Chorsound. (Gerth Music, 2003)
- Freiheit. Neue Lieder für Jugend- und Gemeindechöre. (Gerth Music, 2003)
- Das Vaterunser in zwölf Liedern. (Gerth Music, 2003)
- Gottes Licht scheint in die Herzen. Neue Weihnachtslieder zum Mitfeiern. (Gerth Music, 2003)
- Choir Fire. Chorsound 2. (Gerth Music, 2005)
- Sternstunden. Festliche Weihnachtslieder. (Gerth Medien, 2006)
- Die Liebe ist das Größte: 12 Liebeslieder nach 1. Korinther 13. (Gerth Medien, 2007)
- Selig sind...: Die Seligpreisungen der Bergpredigt in Liedern. (Gerth Medien, 2009)
- Heilig. Anbetungslieder mehrstimmig. (Hänssler Music, 2013)
- Würdig. Anbetungslieder mehrstimmig. (Hänssler Music, 2014)

### Gastauftritte
- Werner Hoffmann: Ich will heute leben. (Schulte & Gerth, 1997)
- Werner Hoffmann: Weihnachten mit Werner Hoffmann. (Schulte & Gerth, 1998)